# Tangels
Tangels (tudi T*Angels ali T* Angels) je bila slovenska pop skupina, ki je bila aktivna med letoma 2008 in 2013.
Zasedba je začela kot kvartet – Aleš Vovk - Raay, Marjetka Jurkovnik (pozneje Vovk), Kataya in Mitja Šinkovec – in leta 2009 izdala svojo prvo pesem »Life Goes Up«. Redno so prepevali v jesenski sezoni oddaje Piramida.
Leta 2010 je bil Raay kot avtor povabljen na Emo, na kateri so nastopili z njegovo »Kaj in kam«. V finalu so pristali na 12. mestu. Nekaj mesecev po Emi je Mitjo zamenjal Tomaž Krt. V novi sestavi so se prijavili na britanski X Factor pod imenom Divided in nastopili pred zvezdniškimi sodniki. Jeseni je Kataya skupaj s preostalimi člani posnela uspešnico »To je moj dan«. Novembra so izdali dobrodelni album Vprašaj nocoj srce v sodelovanju z Belim obročem Slovenije.
Leta 2012 se je Kataya podala na solo pot, skupina pa je kot trio izdala svojo zadnjo avtorsko skladbo »Ti si poletje«. Dokončno so se razšli leto pozneje. Raay in Marjetka sta leta 2014 začela delovati kot duo Maraaya, Krt pa se je pridružil klapi Kvatropirci.

## Diskografija
Albumi
| Leto | Album              | Skladbe |
| ---- | ------------------ | --- |
| 2010 | Vprašaj nocoj srce | 1. Uvod/Intro 2. Vprašaj nocoj srce 3. Jingle Bells 4. Kaj in kam 5. Ko zbudi se dan (Novoletna) 6. To je moj dan 7. Zimska 8. Božični večer 9. Life Goes Up 10. Zamujeni vlak 11. Naprej |

Singli
- »Life Goes Up« (2009)
- »Kaj in kam« (2010)
- »Kaj in kam (remix)« (2010) − feat. Defmen
- »To je moj dan« (2010) − Kataya s Tangels
- »Najin« (2011)
- »Ti si poletje« (2012)
- »Nekaj v zraku« (2012) – z April in Niko Zorjan